# Temporada 1978-79 de los Indiana Pacers
La temporada 1978-79 fue la tercera de los Indiana Pacers en la NBA, tras la fusión de la liga con la ABA, donde había jugado nueve temporadas más. La temporada regular acabó con 38 victorias y 44 derrotas, ocupando el octavo puesto de la conferencia Oeste, no logrando clasificarse para los playoffs.

## Elecciones en elDraft
| Ronda | Puesto | Jugador       | Posición | Nacionalidad   | Universidad |
| ----- | ------ | ------------- | -------- | -------------- | ----------- |
| 1     | 3      | Rick Robey    | Pívot    | Estados Unidos | Kentucky    |
| 2     | 27     | Wayne Radford | Escolta  | Estados Unidos | Indiana     |

## Temporada regular
| División Medio Oeste | División Medio Oeste | División Medio Oeste | División Medio Oeste | División Medio Oeste | División Medio Oeste | División Medio Oeste | División Medio Oeste | División Medio Oeste |
| Equipo               | G                    | P                    | %                    | PD                   | Casa                 | Fuera                | Div                  |                      |
| -------------------- | -------------------- | -------------------- | -------------------- | -------------------- | -------------------- | -------------------- | -------------------- | -------------------- |
| y-Kansas City Kings  | 48                   | 34                   | .585                 | –                    | 32–9                 | 16–25                | 12–4                 |                      |
| x-Denver Nuggets     | 47                   | 35                   | .573                 | 1                    | 29–12                | 18–23                | 8–8                  |                      |
| Indiana Pacers       | 38                   | 44                   | .463                 | 10                   | 25–16                | 13–28                | 6–10                 |                      |
| Milwaukee Bucks      | 38                   | 44                   | .463                 | 10                   | 28–13                | 10–31                | 9–7                  |                      |
| Chicago Bulls        | 31                   | 51                   | .378                 | 17                   | 19–22                | 12–29                | 5–11                 |                      |

## Estadísticas
| Rk | Jugador       | Edad | P  | PT | MP   | TC  | TCI  | %TC  | TL  | TLI | %TL  | RO  | RD  | RT  | AS  | RB  | TAP | BP  | FP  | PTS  |
| -- | ------------- | ---- | -- | -- | ---- | --- | ---- | ---- | --- | --- | ---- | --- | --- | --- | --- | --- | --- | --- | --- | ---- |
| 1  | Johnny Davis  | 23   | 79 |    | 37.6 | 7.2 | 15.7 | .456 | 4.0 | 5.0 | .793 | 0.9 | 1.5 | 2.4 | 5.7 | 1.2 | 0.3 | 2.7 | 2.2 | 18.3 |
| 2  | Ricky Sobers  | 26   | 81 |    | 34.9 | 6.8 | 14.7 | .463 | 3.7 | 4.2 | .882 | 1.5 | 2.3 | 3.7 | 5.6 | 1.7 | 0.3 | 3.8 | 3.9 | 17.3 |
| 3  | Alex English  | 25   | 81 |    | 33.3 | 7.0 | 13.6 | .511 | 2.1 | 2.8 | .752 | 3.1 | 5.0 | 8.1 | 3.3 | 0.9 | 1.0 | 2.4 | 2.6 | 16.0 |
| 4  | Mike Bantom   | 27   | 81 |    | 31.2 | 6.0 | 12.8 | .465 | 2.8 | 4.2 | .672 | 2.8 | 5.2 | 8.0 | 2.8 | 1.2 | 0.8 | 2.4 | 3.9 | 14.7 |
| 5  | James Edwards | 23   | 82 |    | 31.0 | 6.5 | 13.0 | .501 | 3.6 | 5.4 | .676 | 2.2 | 6.3 | 8.5 | 1.1 | 0.7 | 1.3 | 2.0 | 4.4 | 16.7 |
| 6  | Billy Knight  | 26   | 39 |    | 25.0 | 5.7 | 10.2 | .556 | 3.4 | 3.8 | .873 | 1.4 | 3.1 | 4.5 | 2.2 | 0.8 | 0.1 | 2.5 | 1.9 | 14.7 |
| 7  | Rick Robey    | 23   | 43 |    | 19.7 | 3.3 | 6.9  | .475 | 2.1 | 2.8 | .744 | 1.9 | 4.0 | 5.9 | 1.2 | 0.6 | 0.3 | 2.1 | 2.6 | 8.6  |
| 8  | Corky Calhoun | 28   | 81 |    | 16.4 | 1.9 | 4.1  | .457 | 0.9 | 1.1 | .837 | 0.8 | 2.1 | 2.9 | 1.3 | 0.5 | 0.2 | 0.7 | 2.3 | 4.7  |
| 9  | Len Elmore    | 26   | 80 |    | 15.8 | 1.7 | 4.3  | .406 | 0.7 | 1.0 | .718 | 1.4 | 3.6 | 5.0 | 0.9 | 0.8 | 1.0 | 0.9 | 2.3 | 4.2  |
| 10 | Kevin Stacom  | 27   | 44 |    | 13.0 | 1.7 | 4.8  | .364 | 0.7 | 0.9 | .756 | 0.5 | 0.9 | 1.4 | 1.8 | 0.3 | 0.0 | 1.2 | 0.7 | 4.2  |
| 11 | Wayne Radford | 22   | 52 |    | 12.5 | 1.6 | 3.4  | .474 | 0.7 | 0.9 | .800 | 0.5 | 0.8 | 1.3 | 1.1 | 0.6 | 0.0 | 0.9 | 1.2 | 3.9  |
| 12 | Brad Davis    | 23   | 22 |    | 10.6 | 1.0 | 2.0  | .523 | 0.6 | 0.9 | .684 | 0.0 | 0.7 | 0.7 | 2.0 | 0.6 | 0.1 | 0.5 | 1.0 | 2.7  |
| 13 | Steve Green   | 25   | 39 |    | 6.8  | 1.1 | 2.3  | .472 | 0.5 | 0.9 | .588 | 0.6 | 0.8 | 1.3 | 0.5 | 0.3 | 0.1 | 0.4 | 1.0 | 2.7  |